# Джо Сатриани
Джо Сатриани (на английски: Joseph "Satch" Satriani, Джоузеф Сач Сатриани, роден на 15 юли 1956 г. в Уестбъри, Ню Йорк, САЩ) е американски китарист.
Преди да започне да се занимава професионално с китара, Сатриани е учител по китара в Сан Франциско. Няколко от неговите ученици стават водещи китаристи на групи, които са се доказали на музикалната сцена, някои от тях го правят дори преди самия Джо да е записал първия си албум. Сред неговите ученици са Кърк Хамет („Металика“), Алекс Сколник (Testament), Рик Хънолт (Exodus), Лари Лалонд, Стив Вай и др.
Дебютния му албум Not of This Earth (1986) му открива пътя към инструменталната рок музика. Музиката на Сатриани е силно повлияна от Джими Хендрикс, Джими Пейдж и Джеф Бек. Втория му албум Surfing With the Alien, го изкачва на върха. Това е първият инструментално записан рок албум, където намира място в топ 30 на „Билборд Топ 200“ за албуми. През 1988 г. Сатриани участва в първото самостоятелно турне на вокала на „Ролинг Стоунс“ Мик Джагър. През 1994 г. участва в „Дийп Пърпъл“ по време на турнето им, тъй като след един концерт Блекмор напуска групата.
Освен това Сатриани работи с китаристи от различни стилове през годините, най-вече чрез проекта си G3. В него са взимали участие величия като Стив Вай, Джон Петручи, Ерик Джонсън, Ингви Малмстийн, Патрик Рондат, Пол Гилбърт и Робърт Фрип.
От 1990 г. Сатриани има своя собствена серия китари – Ибанез JS.

## Биография
Желанието на Сатриани да бъде китарист се заражда, когато бил на 14 и научил за смъртта на Джими Хендрикс. Когато чул новината по радиото по време на футболна тренировка, той отишъл при треньора си и заявил, че напуска отбора, за да стане китарист.
През 1974 г. Сатриани учи при джаз китариста Били Бауър и джаз пианиста Лени Тристано. По това време той започнал да дава уроци по китара на най-известния си ученик Стив Вай.
През 1978 г. Сатриани се преместил в Бъркли, Калифорния, за да започне музикална кариера. Скоро след преместването си той отново започнал да преподава. Най-известните му ученици от този период са Кърк Хамет (Metallica), Дейвид Брайсън (Counting Crows), Кевин Кадоган (Third Eye Blind), Лари Лалонд (Primus, Possessed), Алекс Сколник (Testament), Рик Хънолт (Exodus), Фил Кетнер и Чрли Хънтър.
Когато Стив Вай станал известен покрай работата си с Дейвид Лий Рот през 1986 г., Вай в няколко интервюта за списания за китаристи споменал Сатриани. През 1987 г. излиза втория албум на Сатриани Surfing with the Alien, който съдържа радио хитове и е първия изцяло инструментален албум класирал се в Билборд 200 от години. През 1988 г. Сатриани помага в продуцирането на ЕР-то The Eyes of Horror на детметъл групата Possessed.
През 1989 г. излиза третия му албум Flying in a Blue Dream, който се продава добре. В края на същата година Big Bad Moon (една от малкото песни, в които Сатриани пее) става малък хит. One Big Rush е включена в саундтрака на филма на Камерън Кроу „Кажи нещо“. The Forgotten Part II е използвана за телевизионна реклама в Канада през 1993 г.
През 1992 г. Сатриани издава най-добре приетия си албум (от феновете и от критиците) The Extremist. Радио станциите в цялата страна непрекъснато пускат Summer Song, а Cryin' и Friends стават регионални хитове.
В края на 1993 г. Сатриани се присъединява към „Дийп Пърпъл“ като краткосрочен заместник на Ричи Блекмор по време на японското турне. Концертите са толкова успешни, че Сатриани е поканен за постоянен член на групата, но той отказва, тъй като вече е подписал договор със „Сони“.
През 1996 г. той създава G3 – турне включващо трима рок китаристи. Първоначално това са Сатриани, Вай, и Ерик Джонсън. След първото турне G3 продължават периодично да изнасят концерти. Сатриани и Вай са постоянни членове, а третия е гост, като са участвали като такива Ерик Джонсън, Ингви Малмстийн, Джон Петручи, Кени Уейн Шепърд, Робърт Фрип, Улрих Джон Рот, Майкъл Шенкер, Ейдриън Лег и Пол Гилбърт.
През 1998 г. Сатриани издава Crystal Planet, който прилича повече на работата му от 80-те години. Той е последван от Engines of Creation – една от най-експерименталните му творби. Последвалото турне включва две представления в зала Филмор, Сан Франциско, които са записани и издадени на DVD през декември 2000 г. (Live in San Francisco).
През следващите години Сатриани записва и издава нова музика, включително Strange Beautiful Music (2002) и Is There Love in Space? (2004). През 2006 г. излизат Super Colossal и Satriani Live! – още един концертен албум и DVD записано на 3 май 2006 г.
На 7 август 2007 г. Epic/Legacy Recordings преиздава Surfing with the Alien по повод 20-годишнина от излизането му. Към албума (който е ремастериран) е включено и DVD, съдържащо неиздавано дотогава шоу от Джаз фестивала в Монтрьо от 1988 г.
На 1 април 2008 г. излиза последния му до този момента албум Professor Satchafunkilus and the Musterion of Rock. На 29 май същата година е съобщено, че Сатриани участва в хардрок проект с бившите членове на Ван Хален Сами Хагар (вокал) и Макал Антъни (бас) и барабаниста на „Ред Хот Чили Пепърс“ Чад Смит. Групата е наречена Chickenfoot и се очаква през лятото да издадат дебютния си албум.

## Други участия
Сатриани взима участие в много други албуми, най-известните от които
Hey Stoopid (1991) на Алис Купър, Break Like the Wind (1992) на Spinal Tap, Imaginos (1988) на Blue Öyster Cult, в самостоятелните албуми на членовете на групата си Стю Хам и Грег Бисонет, както и в редица албуми за „китарни герои“. Интересно е да се отбележи, че той беквокали в дебютния албум на Crowded House от 1986 г. През 2003 г. свири в CD изданието на албума на Ярдбърдс Birdland. През 2006 г. Сатриани участва в албума на Иън Гилън Gillan's Inn, а в албума на Дрийм Тиътър Systematic Chaos има реплики в песента Repentance. Във филма на Кристофър Гест „За ваше сведение“, Сатриани е китариста на групата, която свири в шоуто.

## Повтарящи се теми
Работата на Сатриани често прави препратки към различни научнофантастични истории и/или идеи. Така например Surfing with the Alien, Back to Shalla-Bal и The Power Cosmic 2000 са свързани с комиксовия герой Средбърния сърфист, а Ice 9 – с тайното правителствено ледено оръжие в романа на Кърт Вонегът „Котешка люлка“. Borg Sex е прекратка към Стар Трек, в който участва раса позната под името Борг. Освен това заглавията на албумите и песните му често имат „извънземен“ характер – Not of this Earth („Не от този свят“), Crystal Planet („Кристална планета“), Is There Love in Space? („Има ли любов в космоса?“), и Engines of Creation („Двигатели на съзиданието“).
В албума Super Colossal има песен, озаглавена Crowd Chant, чието първоначално име било Party on the Enterprise („Парти на Ентърпрайс“ – корабът от Стар Трек) и в нея са били включени звуци от филма, който кораба издава. Сатриани по-късно обяснява, че поради правни проблеми, които не могли да бъдат разрешени, не са могли да използват това заглавие и звуците.
Друга песен от този албум е Redshift Riders. Тя е изградена около идеята, че в бъдеще, когато хората могат да пътуват в космоса, теоретично те ще владеят ефекта на червеното отместване.
В албума Professor Satchafunkilus and the Musterion of Rock песента I Just Wanna Rock разказва за гигантски робот, който се озовава на рок концерт.

## Дискография

### Соло албуми
- 1986 – Not of This Earth
- 1987 – Surfing with the Alien
- 1989 – Flying in a Blue Dream
- 1992 – The Extremist
- 1993 – Time Machine
- 1995 – Joe Satriani
- 1998 – Crystal Planet
- 2000 – Engines of Creation
- 2002 – Strange Beautiful Music
- 2004 – Is There Love in Space?
- 2006 – Super Colossal
- 2008 – Professor Satchafunkilus And The Musterion Of Rock
- 2010 – Black Swans & Wormhole Wizards
- 2013 – Unstoppable Momentum
- 2015 – Shockwave Supernova
- 2018 – What Happens Next
- 2020 – Shapeshifting
- 2022 – The Elephants of Mars

### EPs
- 1984 – The Joe Satriani EP
- 1988 – Dreaming #11
- 2000 – Additional Creations

### Best Ofs
- The Beautiful Guitar
- The Electric Joe Satriani: An Anthology

### Live албуми
- 2001 – Live in San Francisco
- 2006 – Satriani Live!
- 2010 – Live in Paris: I Just Wanna Rock
- 2012 – Satchurated: Live in Montreal

### С други изпълнители
| Година | Изпълнител                          | Албум                              |
| ------ | ----------------------------------- | ---------------------------------- |
| 1986   | Greg Kihn                           | King Biscuit Flower Hour Live      |
| 1988   | Stuart Hamm                         | Radio Free Albemuth                |
| 1991   | Алис Купър                          | Hey Stoopid                        |
| 1992   | Spinal Tap                          | Break Like the Wind                |
| 1997   | Стив Вай / Ерик Джонсън             | G3: Live in Concert                |
| 1997   | Стив Вай / Алекс Лайфсън / Джо Пери | Merry Axemas Volume 1              |
| 2003   | Стив Вай / Ингви Малмстийн          | G3 Live: Rockin' in the Free World |
| 2003   | The Yardbirds                       | Birdland                           |
| 2005   | Стив Вай / Джон Петручи             | G3: Live in Tokyo                  |
| 2006   | Иън Гилън                           | Gillan's Inn                       |
| 2007   | John 5                              | The Devil Knows My Name            |
| 2007   | Дрийм Тиътър (само говор)           | Systematic Chaos                   |

## Награди и номинации

### Номинации
- „Грами“ 2008 Инструментално рок изпълнение за Always with me, Always with you.

Сатриани и Алън Парсънс са най-много номинираните, но неспечелили „Грами“. Двамата са номинирани по 13 пъти.
| Година | Албум          | Категория                                                  |
| ------ | -------------- | ---------------------------------------------------------- |
| 1997   | Summer Song    | Награда „Грами“ за най-добро инструментално рок изпълнение |
| 2002   | Starry Night   | Награда „Грами“ за най-добро инструментално рок изпълнение |
| 2006   | Super Colossal | Награда „Грами“ за най-добро инструментално рок изпълнение |